# Впадина Конго
Впадина или котловина Конго — плоское понижение округлой формы с диаметром около 1000 км в Центральной Африке, на высоте 300—500 м над уровнем моря. Обрамлена ступенчатыми плато и плоскогорьями; соответствует синеклизе Африканской платформы. Дренируется рекой Конго (Заир).
Растительность: сплошной покров густых влажных вечнозелёных и листопадно-вечнозелёных тропических лесов.

## География
Площадь составляет около 1 миллиона км²; её протяжённость с севера на юг и с запада на восток — примерно 1000 км. Главная река — Конго (Луалаба), имеющая многочисленные притоки — Ломами, Чуапа, Убанги, Касаи (Ква). Также на территории впадины имеется много озёр и болот.

## Геология
В структурном отношении впадина Конго соответствует синеклизе Африканской платформы, заложившейся в верхнем докембрии. Подземный (на глубине более 500—1000 м) выступ кристаллического фундамента платформы разделяет синеклизу на две впадины — северную и южную, в центральных частях которых фундамент опущен на глубину более 3000 м. Синеклиза выполнена мощной толщей верхнепротерозойских, верхнепалеозойских и мезозойских осадочных пород, прикрытых с поверхности относительно маломощными рыхлыми кайнозойскими отложениями.

## Рельеф
Впадина Конго характеризуется ярусным строением. Наиболее низкий (300—400 м) и молодой (голоценовый) ярус образуют широкие, большей частью заболоченные пойменные долины многочисленных рек, сливающиеся в центральной части впадины в единую плоскую, периодически затопляемую аллювиальную равнину. Выше прослеживается несколько уровней антропогеновых террас и плиоценантропогеновых террасовидных плато, поднимающихся к краевым плоскогорьям, высотой более 500 м на севере и западе, более 1000 м на юге и востоке.

## Климат
Средние месячные температуры от 23-25° до 26-21°С, годовая сумма осадков 1500—2000 мм и более.